# Hip-hop grec
Le hip-hop grec désigne la scène et la culture du hip-hop ayant émergé en Grèce.

## Histoire
Le mouvement hip-hop gagne réellement la Grèce au début des années 1990 avec l'émergence de groupes et artistes locaux tels que Active Member (1992), Terror X Crew (1992), Goin' Through. L'un des premiers groupes grecs se nomme FF.C, formé en 1987.
Un intérêt grandit en Grèce pour le hip-hop au milieu des années 1990. Pour beaucoup, cette période est considérée comme le « meilleur moment » dans le développement du hip-hop dans le pays. En 1995, Active Member signe au label Warner Bros. Records et publie son premier album studio, Το Μεγάλο Κόλπο. À cette même période, un sous-genre du hip-hop grec, appelé low-bap, commence à émerger. En 1997, FF.C signe chez PolyGram Records et publie l'album Σ'άλλη Διάσταση la même année.
En 2001, Goin' Through signe chez Def Jam et Universal Music pour y publier ΣΥΜΒΟΛΑΙΟ ΤΙΜΗΣ.
Le groupe Ρόδες (Rodes) émerge en 2002,